# Maggie McNamara
Pour les articles homonymes, voir McNamara.
Maggie McNamara est une actrice américaine, née le 18 juin 1928 à New York où elle est morte le 18 février 1978 . 

## Biographie
Dans les années 1960, Maggie McNamara apparaît dans plusieurs émissions de télévision. Son dernier rôle à l'écran fut dans un épisode de 1964 de la série Alfred Hitchcock présente, intitulé Le Corps dans la grange.

### Vie personnelle et mort
Elle a été mariée à l'acteur et réalisateur David Swift en 1951. Le mariage s'est terminé par un divorce et Maggie McNamara ne s'est jamais remariée. Après son dernier rôle télévisé en 1964, elle a disparu des écrans et a passé ses dernières années à travailler comme dactylo à New York.
En février 1978, elle a été retrouvée morte après une surdose volontaire de somnifères. Selon les rapports de police, elle avait des antécédents de désordre mental, et a laissé une note de suicide[réf. nécessaire].
Maggie McNamara est enterrée au cimetière Saint-Charles de Farmingdale, Long Island, État de New York.

## Filmographie
- 1953 : La Lune était bleue (The Moon Is Blue) d'Otto Preminger : Patty O'Neill
- 1953 : La Vierge sur le toit (Die Jungfrau auf dem Dach) d'Otto Preminger (version allemande de La Lune était bleue, 1953)
- 1954 : La Fontaine des amours (Three Coins in the Fountain) de Jean Negulesco : Maria Williams
- 1955 : Prince of Players de Philip Dunne : Mary Devlin Booth
- 1963 : La Quatrième Dimension : (saison 5, épisode 13 : Retour en force : Bunny Blake
- 1963 : Le Cardinal (The Cardinal) d'Otto Preminger : Florrie Fermoyle
- 1964 : Le Corps dans la grange (série télé) d'Alfred Hitchcock